# William Morris Mordey
William Morris Mordey, född 28 mars 1856 i Durham, död 1 juli 1938 i Warlingham, Surrey, var en brittisk elektroingenjör. 
Mordey, som framträdde i början av 1880-talet, konstruerade redan tidigt en speciell ankartyp för likströmsdynamos, en originell växelströmsgenerator och en transformatortyp. Han bidrog vidare genom många undersökningar och publikationer till klargörandet av en mängd frågor, bland annat induktionsströmmars uppkomst, lagarna för magnetfält och virvelströmmar. 
Mordey torde vara mest känd för den ovannämnda växelströmsmaskinen, som i mycket avvek från då brukliga. Magnethjulet, som innehöll en enda spole, var utformat så, att polerna grep omkring den tunna skivformiga ankarlindningen på sådant sätt, att alla poler på ena sidan hade samma polaritet (likpoltyp). För vanliga normala ändamål förlorade typen tidigt sin betydelse, men dess ledande principer gick senare igen i generatorer för högfrekvent ström, använda särskilt för trådlös telegrafi. 
Mordey var länge verksam vid Londonfirman Brush Electric Engineering Company och intog senare en bemärkt ställning bland Englands konsulterande ingenjörer. Han var 1908–09 president i Institute of Electrical Engineers.